# Кара-Булак (Лейлекский район)
Кара-Булак (кирг. Кара-Булак) — село в Лейлекском районе Баткенской области Кыргызстана. Входит в состав Тогуз-Булакского аильного округа.
Расположено в юго-западной части Кыргызстана на высоте 1580 м вдоль автомобильной трассы Раззаков (ранее Исфана)-Ош.
Районный центр Раззаков (ранее Исфана) находится в 12 км западнее, в 63 км от железнодорожной станции Пролетарск (Таджикистан).
Согласно переписи 2024 года, население Кара-Булака составляло 3008 человека.
Население, в основном, занято сельским хозяйством.

## Известные уроженцы
- В селе родился Герой Социалистического Труда Р. Джолбаев.